# Le fate dell'ombra
Le fate dell'ombra (Phantastes: A Faerie Romance for Men and Women), pubblicato inizialmente in italiano col titolo Anodos è un romanzo fantastico scritto da George MacDonald, pubblicato per la prima volta a Londra nel 1858. La sua importanza è stata riconosciuta nella sua successiva ristampa in brossura con l'edizione della Ballantine Books come quattordicesimo volume della celebre serie Ballantine Adult Fantasy nel mese di aprile 1970.
Si tratta della prima opera in prosa pubblicata da MacDonald. A causa del suo limitato successo di pubblico, l'autore si vide costretto a modificare il proprio genere di scrittura privilegiando romanzi realistici. Phantastes, comunque, esercitò una grande influenza sugli autori del genere fantasy delle generazioni successive.
La storia è centrata sul personaggio Anodos e prende ispirazione dal Romanticismo tedesco.
In essa MacDonald dà vita a una sorta di esperienza letteraria onirica, a metà tra la realtà e il mondo fiabesco delle fate, degli gnomi e dei folletti.
Per i temi trattati e per la storia, Phantastes è una sorta di punto di partenza per il successivo romanzo di MacDonald, Lilith (1895).
Nell'edizione commemorativa del 1905 il romanzo è illustrato dal pittore preraffaellita Arthur Hughes.

## Trama
Il romanzo narra di un giovane che viene proiettato in un mondo di sogno e lì va alla ricerca del suo ideale di bellezza femminile, incarnato dalla "Signora di Marmo". Il libro è una sorta di viaggio fantastico di esplorazione, di introspezione, di crescita personale.
Anodos vive molte altre avventure e tentazioni mentre si trova nell'altro mondo, fino a che egli è finalmente pronto a rinunciare ai suoi ideali.

## Influenza culturale
Phantastes esercitò una grande influenza sugli autori del genere fantasy delle generazioni successive: a titolo di esempio, C. S. Lewis nel suo libro Surprised by Joy dichiarò che la sua immaginazione era stata 'battezzata' dalla lettura di Phantastes. Ancora nella propria autobiografia, Lewis dice dell'incontro che fece da ragazzo con il capolavoro di MacDonald: